# Gastrophrynoides immaculatus
Espèce
Gastrophrynoides immaculatus est une espèce d'amphibiens de la famille des Microhylidae.

## Répartition
Cette espèce est endémique de l'État de Negeri Sembilan dans la péninsule Malaise. Elle n'est connue que dans sa localité type, le Gunung Besar Hantu, où elle est présente entre 800 et 1 400 m d'altitude.

## Étymologie
Son nom d'espèce, du préfixe latin im-, « sans », et du latin maculatus, « tache », lui a été donné en référence à la livrée unie, l'autre espèce du genre, Gastrophrynoides borneensis, étant tachetée de blanc.

## Publication originale
- Chan, Grismer, Norhayati & Daicus, 2009 : A new species of Gastrophrynoides (Anura: Microhylidae): an addition to a previously monotypic genus and a new genus for Peninsular Malaysia. Zootaxa, no 2124, p. 63-68 (introduction).